# 大塚正
大塚 正（おおつか ただし、1902年〈明治35年〉12月11日 - 没年不明）は、昭和時代前期の政治家。台湾総督府官僚。陸軍司政官。大阪府堺市長。

## 経歴
大阪市に生まれる。1927年（昭和2年）3月、京都帝国大学経済学部を卒業し、1930年（昭和5年）10月、高等試験行政科に合格する。1933年（昭和8年）5月、台湾総督府専売局書記を拝命し、1936年（昭和11年）10月、地方理事官に進み、台北州蘇澳郡守に任じた。その後、総督官房調査課外務企画各部勤務、新竹州花蓮港庁各総務課長などを経て、1942年（昭和17年）8月、陸軍司政長官に任じた。
戦後、堺市長を務めた。堺市長退任後の1960年（昭和35年）の第29回衆議院議員総選挙に旧大阪5区から自由民主党公認で立候補したが落選した。